# A Brass Monkey
A Brass Monkey è un cortometraggio muto del 1917 diretto da Joseph A. Richmond. Prodotto dalla Selig Polyscope Company, aveva come interpreti Amy Dennis, William Fables, James F. Fulton, James Harris.

## Produzione
Il film fu prodotto dalla Selig Polyscope Company.

## Distribuzione
Distribuito dalla K-E-S-E Service, il film - un cortometraggio in due bobine - uscì nelle sale cinematografiche statunitensi l'11 giugno 1917.